# Hermann Frommherz
Hermann Frommherz (10 de Agosto de 1891 - 30 de Dezembro de 1964) foi um militar alemão que prestou serviço no ramo aéreo durante a Primeira Guerra Mundial, no período entre guerras e na Segunda Guerra Mundial.
A sua carreira militar iniciou-se na Primeira Grande Guerra, onde foi piloto e alcançou o estatuto de ás da aviação, tendo abatido 32 aeronaves inimigas. Fez parte da Jasta 2 e da Jasta 27. Após a guerra, fez parte da policia aérea alemã e deu instrução de voo em diversos lugares do mundo. Amigo de Hermann Göring, com o nascimento da Luftwaffe Frommherz regressou à Alemanha, tendo-se envolvido na ocupação alemã da Checoslováquia. Ascendeu até ao posto de Major-general até ser dispensado. Após o final da guerra, regressou à sua terra natal e lá viveu até falecer devido a um ataque cardíaco.